# 石見川本駅
石見川本駅（いわみかわもとえき）は、島根県邑智郡川本町大字川本弓市にあった、西日本旅客鉄道（JR西日本）三江線の駅（廃駅）である。
三江線の廃止に伴い、2018年（平成30年）4月1日に廃駅となった。

## 歴史
- 1934年（昭和9年）11月8日：国有鉄道三江線の石見川越駅 - 当駅間開業に伴い、一般駅（有人駅）として開業[1][2][3]。当初は終着駅[3]。
  - 当時の所在地表示は島根県邑智郡川本町川本弓市であった。
- 1935年（昭和10年）12月2日：三江線が当駅から石見簗瀬駅まで延伸し、途中駅となる[3]。
- 1955年（昭和30年）
  - 3月31日：三江南線開業に伴い、従来の三江線が三江北線に改称され、当駅も同線の所属となる[3]。
  - 4月1日：川本町（第2次）成立に伴い、所在地表示が島根県邑智郡川本町川本弓市になる。
- 1975年（昭和50年）8月31日：当駅を含む江津駅 - 三次駅間全通により三江北線が現行の三江線の一部となり、当駅も同線の所属となる[3]。
- 1987年（昭和62年）4月1日：国鉄分割民営化により、西日本旅客鉄道が継承[3]。
- 1999年（平成11年）3月：直営駅から、ジェイアール西日本米子メンテックによる業務委託駅となる[5]。
- 2003年（平成15年）
  - 3月31日：駅前へ乗り入れていた中国ジェイアールバスの川本本線・川本北線の一般路線が全廃され、駅の近くにあった車庫（川本支所）も閉鎖された。
  - 4月1日：3月末で廃止された中国ジェイアールバスの路線の代替えとして石見交通が運行開始。
- 2004年（平成16年）7月10日：この日を最後に、自動券売機を撤去。
- 2005年（平成17年）6月30日：中国ジェイアールバスの特急「江の川号」「銀山号」はこの日限りで廃止されて、同時に川本本線・川本北線も廃止された。
- 2018年（平成30年）4月1日：三江線の全線廃止に伴い、廃駅となる[4]。
- 2020年（令和2年）7月21日：駅構内（旧駅舎）に、島根中央信用金庫川本支店が移転する[6][7]。

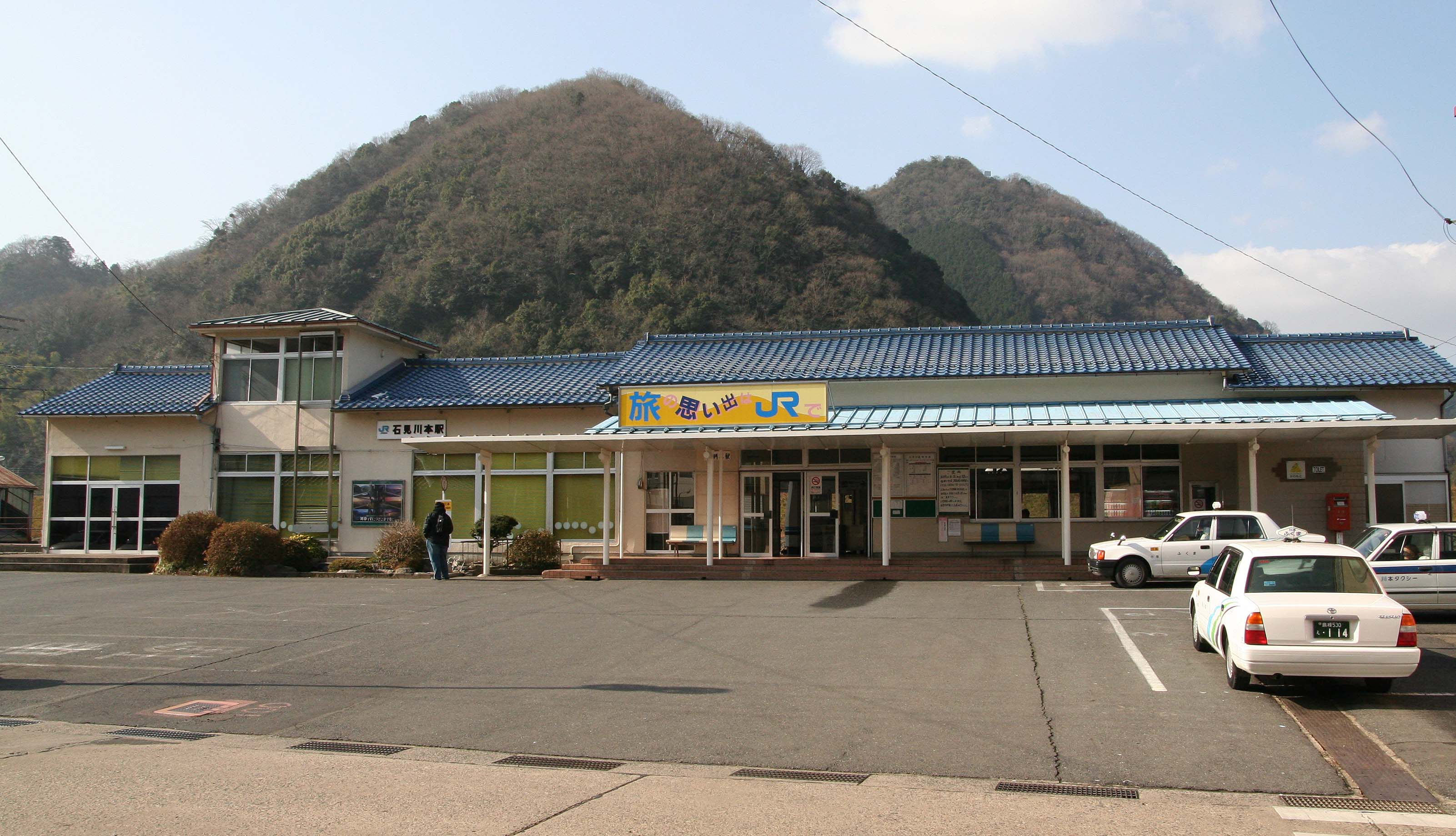
廃線前の駅舎（2008年1月）
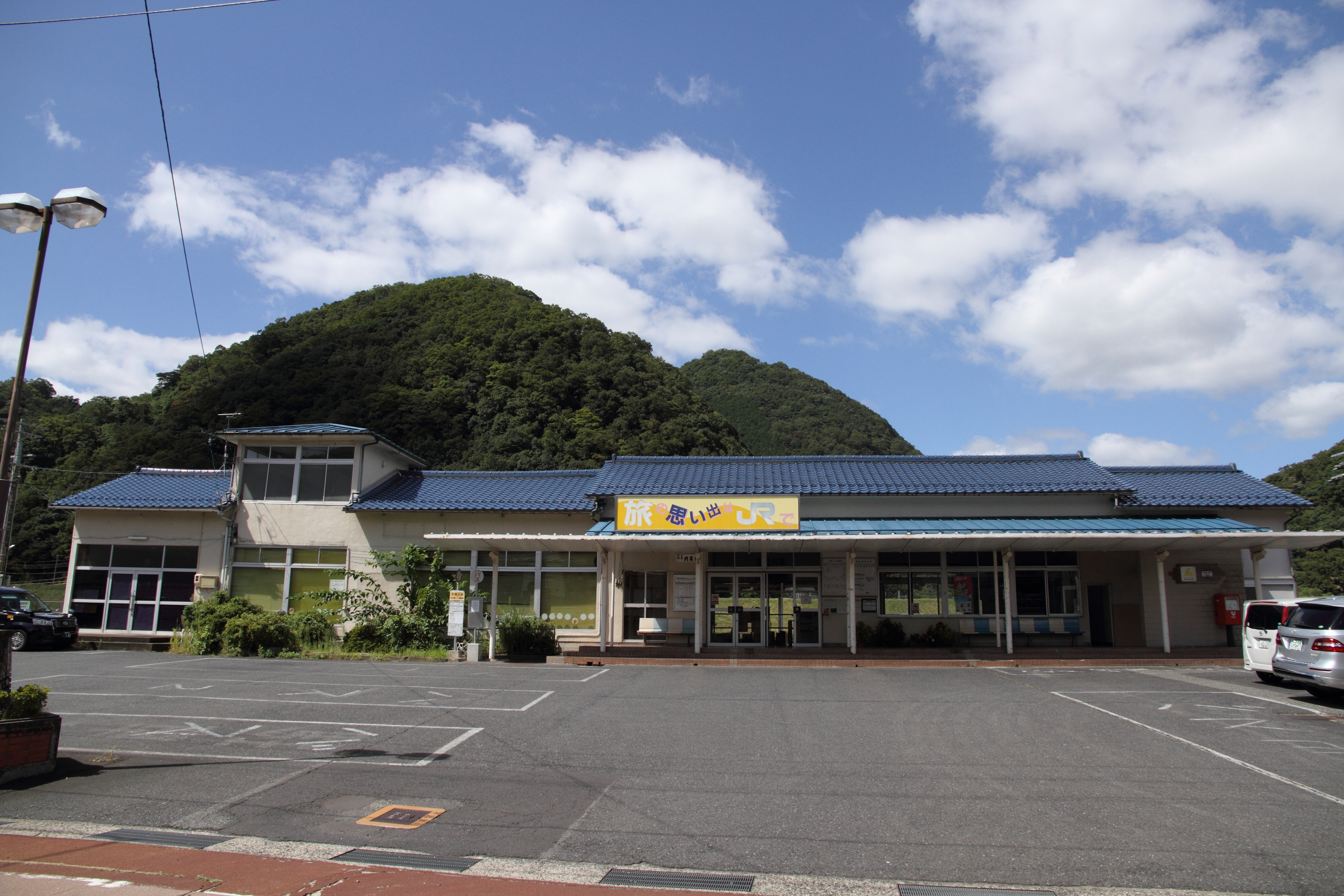
廃線後の駅舎（2019年9月、信用金庫移転前）

## 駅構造
相対式ホーム2面2線を持ち、交換設備を有する地上駅であった。構内東側（上りホーム側）に駅舎があり、下りホームへは江津方の跨線橋で連絡していた。下りホームの外側には、保線車両留置のための側線が数本敷設されていた。
廃止時は、浜田鉄道部が管理し、ジェイアール西日本米子メンテックが駅業務を受託する業務委託駅であった。なお、7時20分から12時10分の間、当駅の係員は三江線内の各無人駅の清掃に従事するため不在となっており、2004年7月10日をもって自動券売機の稼働を終了したため、係員不在時間帯には他の無人駅同様に降車駅で運賃を精算することになっていた。
以前は土曜以外に夜間滞泊があった。1987年4月1日時点 では、平日夜間に江津駅 - 当駅間を往復する列車があった。廃止直前のダイヤでは、上りのみ当駅止まり・始発の列車があった。浜原方面から到着した列車が、ホームでの留置時間の後に改めて江津方面行きとなっていた。
晩年の三江線は、当駅から江津駅まで、列車の行き違い可能な駅はなかった。
2023年（令和5年）1月時点で、旧駅構内にあった跨線橋などは撤去されているが、当駅附近の線路やかつての駅舎・ホームなどの施設は維持され「鉄道遺産」として観光などに活かす取り組みが行われている。このうち旧石見川本駅の駅舎は島根中央信用金庫川本支店として利用されている。

### のりば
| のりば | 路線   | 方向 | 行先           |
| ------ | ------ | ---- | -------------- |
| 1      | 三江線 | 上り | 江津方面       |
| 2      | 三江線 | 下り | 浜原・三次方面 |

- 2017年3月時点で駅掲示時刻表にのりば番号が記載されている。駅舎側（上り）が1番のりばである。

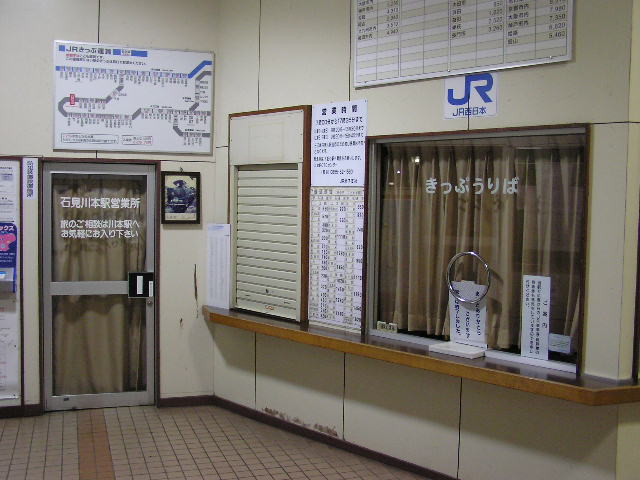
発券窓口。窓口左のシャッターは自動券売機跡（2007年10月）
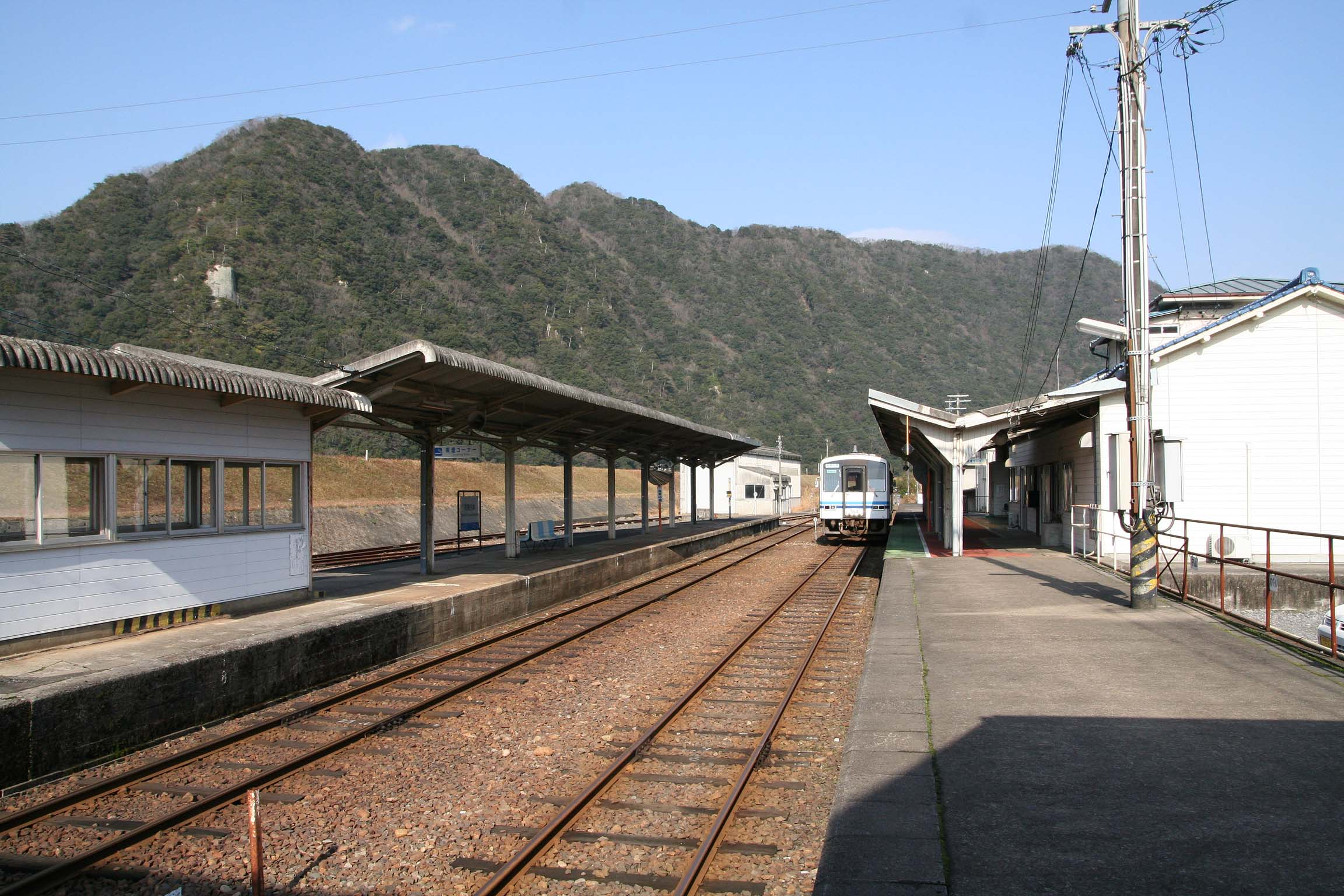
構内（2008年1月）
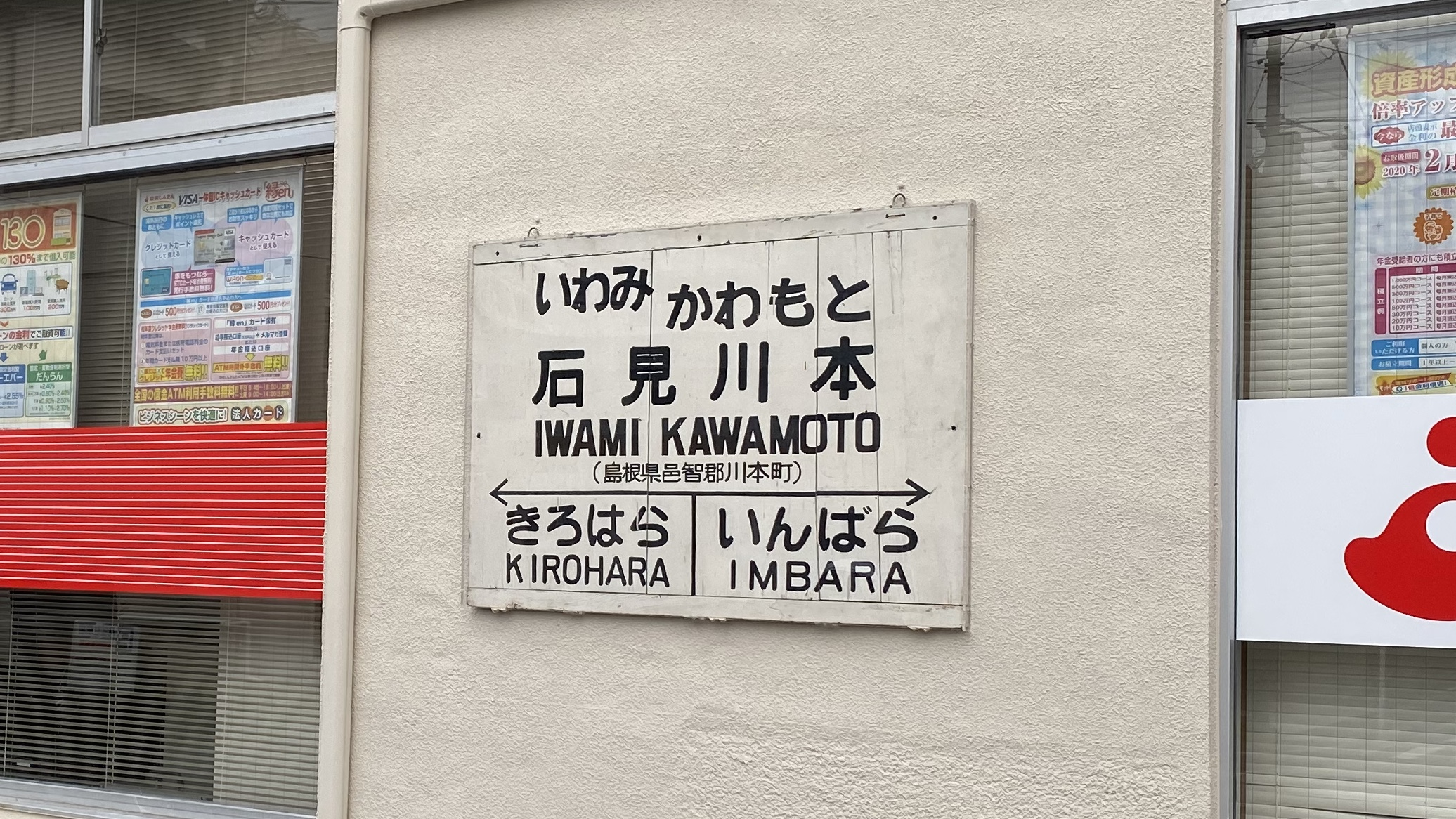
駅名標（2020年7月、廃駅後）
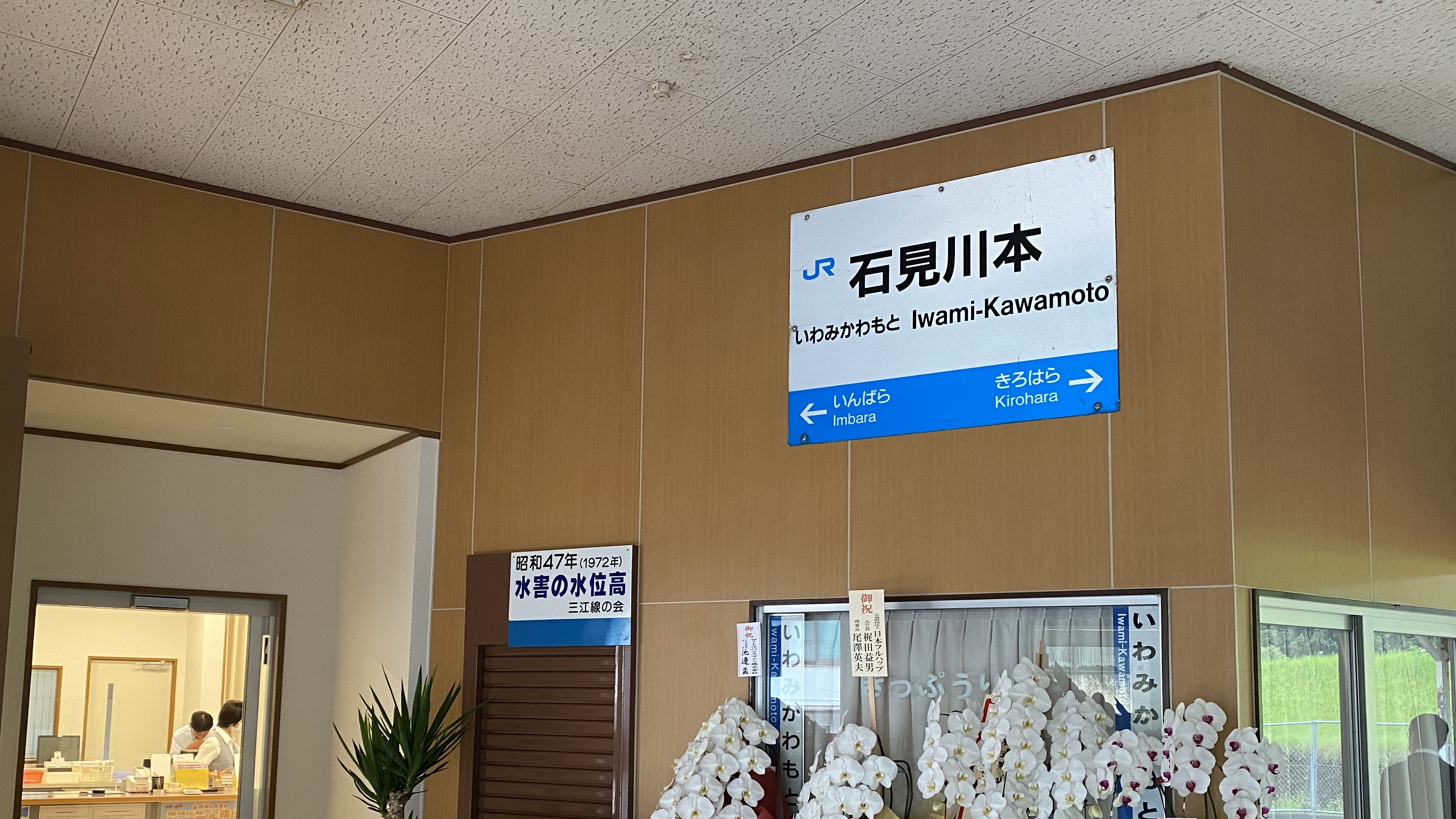
島根中央信用金庫移転後、かつての駅名標は駅外壁と構内窓口上にそれぞれ設置された（2020年7月）

## 利用状況
近年の1日平均乗車人員は以下の通りである。なお、1994年度は249人、1984年度は452人だった。
| 乗車人員推移 | 乗車人員推移 |
| 年度         | 1日平均人数  |
| ------------ | ------------ |
| 1999         | 178          |
| 2000         | 168          |
| 2001         | 145          |
| 2002         | 137          |
| 2003         | 122          |
| 2004         | 101          |
| 2005         | 103          |
| 2006         | 90           |
| 2007         | 105          |
| 2008         | 96           |
| 2009         | 79           |
| 2010         | 62           |
| 2011         | 48           |
| 2012         | 35           |
| 2013         | 23           |
| 2014         | 23           |
| 2015         | 22           |
| 2016         | 22           |
| 2017         | 36           |

## 駅周辺
- 川本町役場
- 川本警察署
- 川本郵便局
- 山陰合同銀行

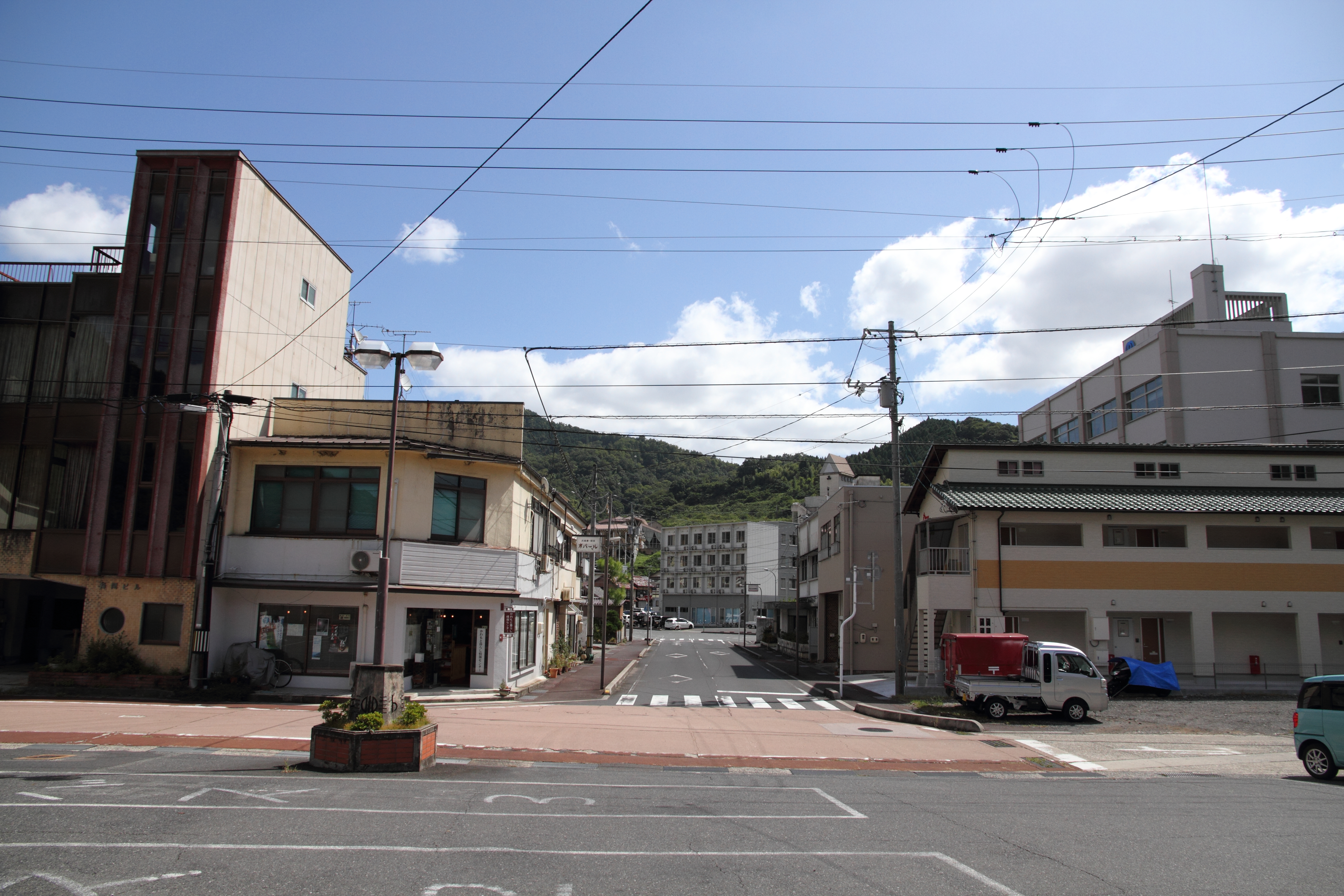
駅周辺（2019年9月）

- 島根県立島根中央高等学校[2][注 1]
- 江の川
- 温湯城跡

## バス路線
当駅前のバス停は三江線廃止後もそのまま存続しており、鉄道の廃止代替バス2路線などが発着することで交通拠点としての機能を維持している。
- 石見交通
  - 石見銀山号（イワミツアーとの共同運行）[2]
    - 広島駅新幹線口⇔石見川本駅⇔大田バスセンター

  - 川本線
    - 石見川本⇔大田バスセンター

  - 江津川本線
    - 石見川本⇔江津駅方面
- 大和観光
  - 川本美郷線
    - 石見川本⇔浜原駅方面
- 川本町スクールバス
  - 三原線
  - 矢谷線
- 邑南町営バス
  - 25：邑南川本線
    - 川本駅⇔邑南町役場⇔三坂口

なお、三江線廃止後にバス停の名称が「石見川本」に統一され、同線の廃止代替路線として石見交通の江津川本線および大和観光の川本美郷線の運行が始まった。

## その他
- 三江線活性化協議会により、石見神楽の演目名にちなんだ「八幡」（はちまん）の愛称が付けられていた。神楽「八幡」の最古の台本が、当駅近くの川本弓ヶ峯八幡宮の宮司によって書かれたことにちなむ[1][2][11]。

## 隣の駅
西日本旅客鉄道（JR西日本）
 三江線
因原駅 - 石見川本駅 - 木路原駅